# Csákigorbó község
Csákigorbó község (románul: Comuna Gârbou) község Szilágy megyében, Romániában. Központja Csákigorbó, beosztott falvai Bezdédtelek, Csernek, Cukorgyártelep, Gorbósalamon, Kiskalocsa, Paptelke.

## Népessége
A 2011-es népszámlálás adatai alapján a község népessége 2044 fő volt.